# قوتیرکول (شهرستان بورابای)
قوتیرکول (انگلیسی: Kotyrkol) یک دریاچه در استان آق‌مولای کشور قزاقستان است.